# Nazionale di bob dell'Irlanda
La nazionale di bob dell'Irlanda è la selezione che rappresenta l'Irlanda nelle competizioni internazionali di bob.
La squadra ha preso parte a quattro edizioni dei Giochi olimpici invernali.
I bobbisti dell'Irlanda del Nord possono scegliere se gareggiare con questa squadra oppure con la Nazionale di bob della Gran Bretagna.

## Storia
Nel 1986 l'uomo d'affari londinese di origini irlandesi Larry Tracey ricevette in regalo dalla moglie un corso di bob di una settimana sulla pista di Sankt Moritz, in Svizzera. Ne rimase affascinato, ma scoprì che per percorrere alcune delle migliori piste del mondo sarebbe dovuto diventare un pilota internazionale munito di licenza. In passato, Larry Tracey aveva partecipato con la squadra di canottaggio irlandese alle prove di qualificazione per le Olimpiadi di Sapporo 1972, per cui era ancora in contatto con l'ambiente: si presentò alla Henley Regatta nel 1986 per proporre ai vincitori se fossero interessati a rappresentare l'Irlanda nel bob. Fu così che Larry Tracey, insieme all'olimpionico Pat McDonagh e a Gerry Macken del club di canottaggio Neptune, fondò l'Irish Bobsleigh and Luge Association; in seguito si aggiunse anche Jim Cassidy. I bob irlandesi iniziarono poi a partecipare alle gare del circuito internazionale: nella prima prova effettuata ad Innsbuck giunsero al primo e terzo posto fra le nazioni debuttanti. e, contro ogni aspettativa, si qualificarono per le Olimpiadi invernali di Calgary 1988. Tuttavia, all'ultimo momento il Consiglio Olimpico d'Irlanda si rifiutò di farli gareggiare e li ritirò dai giochi e senza fornire alcuna motivazione se non che l'Irlanda era stanca di mandare atleti alle Olimpiadi senza poi avere buoni risultati. Larry presentò allora un ricorso presso l'Alta Corte, che però venne respinto. Non accettando la sconfitta, Larry reclutò altri bobbisti (tra cui Terry McHugh e Malachy Sheridan) per entrare nella storia dello sport irlandese: riuscirono di nuovo a qualificarsi alle Olimpiadi di Albertville 1992, dove si classificarono al 32º e al 38º posto (su 46 equipaggi) nella gara del bob a due. Fu un momento di orgoglio nazionale alla fine di un duro lavoro: in tale occasione Larry rispose ad un giornalista che gli aveva chiesto se l'Irlanda avrebbe mai potuto avere una squadra di bob competitiva: "Sarebbe come una squadra svizzera di hurling in campo a Kilkenny".
Alle Olimpiadi di Nagano 1998 il principe Alberto II di Monaco prestò il bob a quattro della Nazionale di bob di Monaco ai bobbisti irlandesi, che giunsero al 30º posto, mentre nella gara di bob a due gli equipaggi giunsero al 27º e 35º posto.
Nel 1999 le sorelle Siobhán e Aoife Hoey furono selezionate per formare la prima squadra femminile, ricevendo alcuni finanziamenti dal Consiglio Olimpico d'Irlanda. Nel 2000 Siobhán Hoey e Audrey Garland corsero nella Coppa Europa a Lillehammer, mentre nel 2001 debuttò anche Sheesley Fitzgerald ai Campionati del Mondo a Calgary. A causa di un grave infortunio all'inizio della stagione invernale 2005-2006, hanno mancato di poco la qualificazione per le Olimpiadi invernali di Torino 2006. Collaborando con la nuova recluta Jennifer Corcoran per la stagione di bob 2007-2008, Aoife Hoey si è qualificata per competere nella Coppa europea di bob, prendendo parte alle prime due gare (5º posto a Igls e 14º posto Königssee). Dopo una difficile stagione 2009-2010 in Coppa dei Campioni e Coppa del Mondo con la frenatrice Claire Bergin, Aoife Hoey si è qualificata per i Giochi Olimpici Invernali di Vancouver 2010, dove fu portabandiera; la squadra femminile si classificò al 17º posto.

## Partecipazione ai giochi olimpici invernali

### Bob a quattro maschile
| anno | città  | classifica | composizione                                             |
| ---- | ------ | ---------- | -------------------------------------------------------- |
| 1998 | Nagano | 30         | Jeff Pamplin, Simon Linscheid, Garry Power, Terry McHugh |

### Bob a due maschile
| anno | città          | classifica | composizione                                              |
| ---- | -------------- | ---------- | --------------------------------------------------------- |
| 1992 | Albertville    | 32 38      | Pat McDonagh, Terry McHugh Gerry Macken, Malachy Sheridan |
| 1998 | Nagano         | 27 35      | Jeff Pamplin, Terry McHugh Peter Donohoe, Simon Linscheid |
| 2002 | Salt lake City | 26         | Peter Donohoe, Paul Kiernan                               |

### Bob a due femminile
| anno | città     | classifica | composizione              |
| ---- | --------- | ---------- | ------------------------- |
| 2010 | Vancouver | 17         | Aoife Hoey, Claire Bergin |

## Nella cultura di massa
Nel 2020 è uscito il documentario Breaking Ice del regista Jason Branagan, che racconta la storia del debutto della prima nazionale di bob irlandese ai Giochi di Albertville 1992. Il documentario è stato presentato al Galway Film Fleadh e al Chicago Irish Film Festival.